# Hassan Sheikh Mohamud
Hassan Sheikh Mohamud (Gialalassi, 29 novembre 1955) è un politico somalo,  presidente della Somalia dal 23 maggio 2022.
Già docente presso l'Università nazionale somala e attivista sociale, il 10 settembre 2012 è stato eletto una prima volta Presidente della Somalia. È rimasto in carica fino al 16 febbraio 2017.
Mohamud appartiene al clan Hauia (insediato nel centro e nel sud della Somalia) ed è generalmente considerato un islamico moderato. Nel 2011 ha fondato il Partito per la Pace e lo Sviluppo, legato ad al-Islah e considerato come il "braccio somalo" dei Fratelli Musulmani.
Nell'aprile 2013 Mohamud è stato inserito nella Time 100, la lista delle 100 persone più influenti del mondo redatta dalla rivista TIME. Le ragioni di questa scelta risiedono negli sforzi di Mohamud per pacificare la Somalia, combattere la corruzione e avviare significative riforme socio-economiche.

## Biografia

### Origini e vita personale
Mohamud è nato nel 1955 nella piccola città agricola di Gialalassi, nella provincia di Hiran, durante l'Amministrazione fiduciaria italiana della Somalia. È un membro degli Abgal, sottoclan degli Hauia, e viene da una famiglia di classe media.
È sposato con figli; parla somalo e inglese.
Frequentate le scuole primarie e secondarie nella sua città natale, nel 1978 Mohamud si trasferì a Mogadiscio e studiò per tre anni nell'Università nazionale somala ottenendo un diploma in tecnologia.

### Carriera accademica e politica
Subito dopo ha insegnato presso le scuole secondaria e dal 1984 all'Università Nazionale, diventando capo del Dipartimento di Tecnologia nel 1986.
Nello stesso anno si è spostato in India, dove ha studiato presso l'Università di Bhopal e terminato la specializzazione nel 1988.
Allo scoppio della guerra civile, Mohamud decise di restare in Somalia e iniziò a lavorare presso diverse ONG e uffici ONU, nonché in diversi progetti di pace e sviluppo per il paese.
Dal 1993 al 1995 ha collaborato anche con l'Unicef in qualità di insegnante nelle regioni centrali e meridionali della Somalia.
Nel 1999 è stato tra i fondatori del Somali Institute of Management and Administration (SIMAD) di Mogadiscio, poi diventato Università Simad sempre nella capitale, insegnandovi fino al 2010.
Nel 2011 Mohamud è entrato in politica fondando il Partito per la Pace e lo Sviluppo, i cui membri nell'aprile 2011 lo hanno eletto all'unanimità presidente per un mandato triennale.
Nell'agosto 2012 è stato eletto parlamentare nel nuovo Parlamento Federale, nato da poco per sostituire il Parlamento Transitorio

### Filantropia
Mohamud è notoriamente legato ai Fratelli Musulmani, con i quali partecipa a varie iniziative filantropiche, tra cui la costruzione di scuole primarie e secondarie, sedi universitarie e sanitarie in varie regioni del paese. Inoltre l'organizzazione ha offerto a numerosi studenti borse di studio e la frequentazione di varie strutture educative.

## Presidenza

### Prima elezione

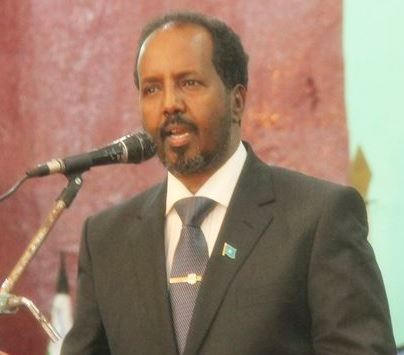
Hassan Sheikh Mohamud alla cerimonia del suo insediamento, il 16 settembre 2012

Il 10 settembre 2012 Mohamud è stato eletto dal Parlamento somalo, all'unanimità dopo diverse votazioni che hanno visto il ritiro dei suoi concorrenti, alla carica di Presidente della Repubblica, succedendo a Sheikh Sharif Sheikh Ahmed, e divenendo così il primo Capo dello Stato dopo la fine della fase transitoria. Si è ufficialmente insediato sei giorni dopo l'elezione.
Prima delle elezioni il presidente uscente Ahmed era dato per favorito, e Mohamud visto come un outsider. Infatti al primo turno d voti Ahmed aveva ottenuto la maggioranza relativa, Mohamud era arrivato sorprendentemente secondo e terzo il Primo Ministro in carica Abdiweli Mohamed Ali. Al secondo turno Ali si ritirò e Mohamud uscì vincitore grazie all'appoggio di vari altri candidati sconfitti, tra cui Ali.
Ahmed, principale avversario uscito sconfitto, si congratulò subito col vincitore e si impegnò a collaborare con lui, e il Primo Ministro Ali definì la scelta di Mohamud come l'inizio di una nuova era nella politica somala.
Abdirahman Mohamud Farole, Presidente della regione autonoma settentrionale del Puntland, ringraziò Mohamud, il popolo somalo e tutti i soggetti coinvolti nel processo di transizione per aver posto fine con successo alla fase transitoria.

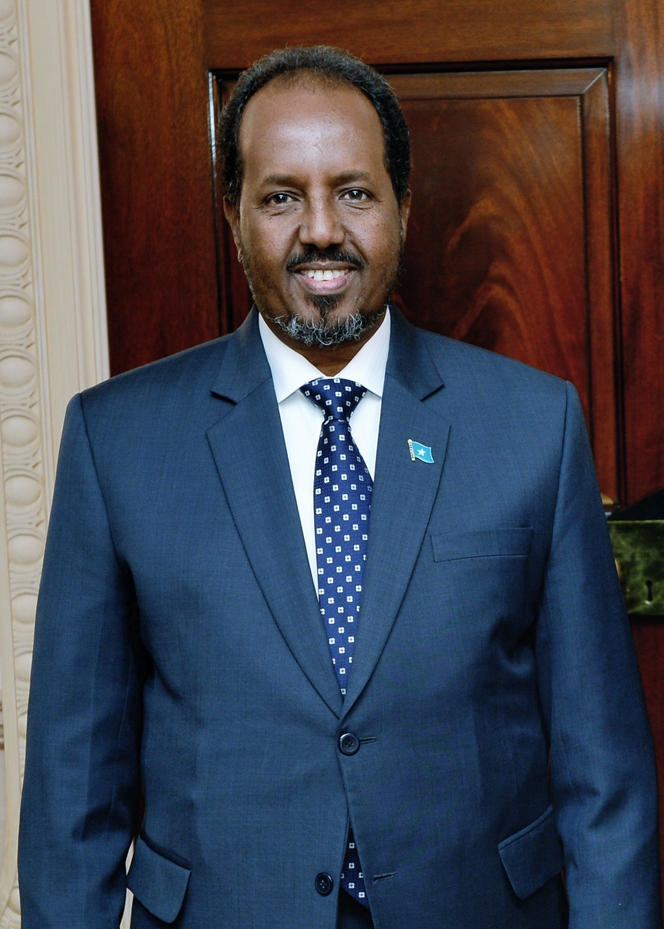
Hassan Sheikh Mohamud nel gennaio 2013

L'elezione di Mohamud fu ben accolta in tutto il resto del mondo. L'inviato speciale ONU in Somalia Augustine Mahiga ha descritto la scelta come un grande passo del paese verso la pace e la prosperità, e anche l'Unione Africana si è impegnata a collaborare con il neoeletto presidente. Simile accoglienza è venuta anche da Stati Uniti, Gran Bretagna, Unione europea ed Emirati Arabi Uniti.
Il 16 settembre 2012 Mohamud si è ufficialmente insediato come presidente in una cerimonia che ha visto la presenza di numerosi leader e dignitari stranieri. L'inviato ONU Mahiga ha definito l'insediamento come l'inizio di una nuova era per la Somalia e la fine del periodo di transizione.

### Attentato
Il 12 settembre 2012, appena due giorni dopo l'elezione e quattro prima dell'insediamento, Mohamud ha subito un attentato terroristico. Mentre il presidente discuteva al Jazeera Hotel di Mogadiscio con dei delegati stranieri, due attentatori suicidi e altri due terroristi, tutti vestiti con uniformi governative, hanno condotto un attacco con esplosivi e armi da fuoco. I morti sono stati 10, tra cui 3 uomini della sicurezza, un soldato dell'Unione Africana e tutti gli attentatori. Il presidente e i delegati, tra cui il Ministro degli Esteri keniota Sam Ongeri, sono rimasti tutti illesi. Apparentemente imperturbabile, durante l'attacco Mohamud ha continuato a parlare come se nulla fosse, dicendo solo: Cose come quelle che stanno succedendo adesso fuori continueranno per qualche tempo, ma sono sicuro e fiducioso che sono le ultime che accadranno qui in Somalia[...]Abbiamo sentito di frequente di queste cose, ma questo è un caso speciale. Negli ultimi due mesi non è successo nulla.. Ha aggiunto: La sicurezza è il primo e più importante problema che affronteremo. È la priorità numero uno, la numero due e la numero tre. L'organizzazione terroristica islamica Al-Shabaab ha successivamente rivendicato l'attacco. Come dichiarato da ufficiali governativi somali, dopo l'attacco l'Unione Africana ha garantito la sicurezza del Presidente, mentre le forze di sicurezza somale si sono concentrate sulle indagini.

### Formazione del governo
Il 6 ottobre 2012 Mohamud ha nominato Primo Ministro l'economista e imprenditore Abdi Farah Shirdon Saaid, il successivo 4 novembre Shirdon ha nominato il nuovo governo, che ha ricevuto la fiducia del Parlamento il 13 novembre.

### Rafforzamento della sicurezza
Come peraltro detto subito dopo l'elezione, Mohamud si è concentrato in primis sul problema della sicurezza, senz'altro il più grave del paese, martoriato dalla guerra civile dal 1991. Per questo Mohamud ha proseguito nell'azione di contrasto ai terroristi islamici di Al-Shabaab, legati ad Al-Qaida e presenti in alcune regioni centro-meridionali dello stato. Già il suo predecessore Sheikh Sharif Sheikh Ahmed aveva ottenuto importantissimi risultati grazie alla missione militare dell'Unione Africana, denominata AMISOM, e all'appoggio del Kenya nell'Operazione Linda Nchi. Entrambe le missioni erano riuscite a sottrarre numerose città agli Shabaab e a ridimensionarne la forza militare.
Mohamud ha dunque continuato a supportare vivamente le truppe AMISOM e l'esercito somalo nella lotta agli integralisti, conseguendo alcuni rilevanti successi come la presa della città di Giohar nel dicembre 2012. La potenza militare e il seguito degli Shabaab è ulteriormente diminuito, anche a causa di contrasti interni al gruppo; tuttavia, l'organizzazione terroristica è ancora presente nel paese, controlla alcune città e compie sanguinosi attentati contro le istituzioni governative, soprattutto nella capitale Mogadiscio.
Nonostante gli sforzi fatti, la lotta all'islamismo radicale somalo ancora oggi induce altri paesi a profittare della debolezza del governo centrale per violare la sovranità nazionale somala.
A titolo di esempio, nel gennaio 2013 l'esercito francese ha condotto un'operazione per liberare il proprio agente segreto Denis Allex, ostaggio degli Shabaab nella città meridionale di Bulo Marer; il tentativo è fallito e oltre all'ostaggio e a due militari francesi sono morti quattro civili innocenti. Il governo di Mohamud, che non era nemmeno stato avvisato del blitz, ha condannato l'operazione militare francese come unilaterale, in quanto compiuta senza l'autorizzazione del governo stesso.
Grazie anche al processo di ricostituzione della polizia e dell'esercito, alla fine del 2012 il governo centrale controlla secondo l'ONU circa l'85% del territorio nazionale.

### Ripresa di formali relazioni diplomatiche
Nel gennaio 2013 Mohamud ha avuto un incontro con l'allora Segretario di Stato USA Hillary Clinton e altri funzionari federali statunitensi a Washington per discutere della cooperazione tra i due paesi. L'incontro si è concluso con un annuncio delle autorità federali degli Stati Uniti, che hanno dichiarato la ripresa di rapporti diplomatici ufficiali con la Somalia per la prima volta dal 1991, anno d'inizio della guerra civile. Secondo quanto detto da Johnnie Carson, Assistente Segretario di Stato per gli Affari Africani, la scelta è dovuta ai notevoli progressi ottenuti negli ultimi anni dal governo somalo dal punto di vista politico, ma anche sul fronte bellico e della sicurezza interna.

### Abolizione dell'embargo sulle armi
Dopo l'insediamento il governo di Mohamud ha ripreso gli sforzi per eliminare l'embargo posto dalle Nazioni Unite sulla vendita delle armi alla Somalia.
L'embargo, il più vecchio del mondo relativo alle armi, era stato imposto dal Consiglio di Sicurezza delle Nazioni Unite nel 1992, un anno dopo l'inizio della guerra civile, per fermare il flusso di armi in favore delle numerose fazioni coinvolte An eventual repeal of the embargo had been among the future objectives of the signatories in the transitional Roadmap political process of 2011-2012. Secondo il governo e i vertici militari somali superare l'embargo avrebbe facilitato il rafforzamento delle Forze Armate della Somalia, ancora in fase di ricostruzione e avrebbe anche aiutato nella lotta contro gli insorti islamisti Shabaab.
La proposta è stata sostenuta da Stati Uniti, Unione Africana, Lega Araba e IGAD. Nel marzo 2013 anche il Segretario Generale delle Nazioni Unite Ban Ki-moon ha esortato i membri del Consiglio di Sicurezza a rimuovere il divieto per rafforzare il rinascente apparato di sicurezza somalo e le conquiste militari.
Nonostante le perplessità di Gran Bretagna e Francia, riportate dai media in via ufficiosa, il Regno Unito ha redatto un progetto di sospensione dell'embargo per un anno.
Il 6 marzo 2013 il Consiglio di Sicurezza ha approvato all'unanimità la Risoluzione 2093, con la quale si è accolta la soluzione britannica: l'embargo è stato quindi sospeso per il periodo di un anno. Peraltro il divieto è caduto per le armi leggere, mentre restano alcune restrizioni sull'acquisto di armi pesanti come missili aerei, obici e mortai.
L'annullamento totale sarà deliberato nel 2014.

### Riconciliazione col Somaliland
Il 13 aprile 2013 Mohamud ha ripreso i colloqui di riconciliazione tra il governo centrale di Mogadiscio, da lui presieduto, e quello del Somaliland, regione settentrionale che rivendica l'indipendenza dal resto della Somalia dal 1991, peraltro senza riconoscimento internazionale. Quel giorno infatti Mohamud ha discusso con il Presidente del Somaliland Ahmed Mohamed Mahamoud Silanyo ad Ankara, in un incontro organizzato dal governo turco, storico alleato della Somalia. La discussione si è conclusa con la firma di un accordo che prevede un'equa assegnazione al Somaliland di una parte degli aiuti umanitari stanziati per la Somalia, e cooperazione tra Somalia e Somaliland in materia di sicurezza.

### Rielezione
Sheikh Mohamud è rimasto in carica fino al 16 febbraio 2017.
Quando il mandato del presidente Mohamed Abdullahi Mohamed è scaduto nel febbraio 2021, non erano state fissate le date per l'elezione di un successore e successivamente sono scoppiati i combattimenti a Mogadiscio. Questi combattimenti sono continuati fino a maggio 2021, quando il governo e l'opposizione hanno deciso di tenere le elezioni entro 60 giorni.
Il 2 giugno 2021, nell'ambito della campagna elettorale, il convoglio nel quale stava viaggiando Sheikh Mohamud verso il tribunale di Banadir, a Mogadiscio, in vista di un meeting ufficiale per discutere i problemi della riconciliazione del paese, viene attaccato con colpi di arma da fuoco dalle forze di sicurezza somale.
Le elezioni si sono poi effettivamente svolte il 15 maggio 2022, con Hassan Sheikh Mohamud eletto nuovo presidente, e insediatosi il 23 maggio in una pacifica transizione di potere.